# 吕雷 (作家)
吕雷（1947年—2015年1月1日），原名吕小坪，男，广东惠东人，中国作家，中国作家协会主席团委员。